# Ancasti
Ancasti est une ville de la province de Catamarca et le chef-lieu du département d'Ancasti en Argentine.